# Feltiella ligulata
Feltiella ligulata är en tvåvingeart som beskrevs av Gagne 1995. Feltiella ligulata ingår i släktet Feltiella och familjen gallmyggor. Inga underarter finns listade i Catalogue of Life.